# Woodman
Woodman és una població dels Estats Units a l'estat de Wisconsin. Segons el cens del 2000 tenia 96 habitants.

## Demografia
Segons el cens del 2000, Woodman tenia 96 habitants, 45 habitatges, i 25 famílies. La densitat de població era de 154,4 habitants per km².
Dels 45 habitatges en un 24,4% hi vivien nens de menys de 18 anys, en un 48,9% hi vivien parelles casades, en un 4,4% dones solteres, i en un 44,4% no eren unitats familiars. En el 42,2% dels habitatges hi vivien persones soles el 26,7% de les quals corresponia a persones de 65 anys o més que vivien soles. El nombre mitjà de persones vivint en cada habitatge era de 2,13 i el nombre mitjà de persones que vivien en cada família era de 3.
Per edats la població es repartia de la següent manera: un 17,7% tenia menys de 18 anys, un 7,3% entre 18 i 24, un 24% entre 25 i 44, un 27,1% de 45 a 60 i un 24% 65 anys o més.
L'edat mediana era de 46 anys. Per cada 100 dones de 18 o més anys hi havia 102,6 homes.
La renda mediana per habitatge era de 27.500 $ i la renda mediana per família de 41.875 $. Els homes tenien una renda mediana de 28.750 $ mentre que les dones 21.875 $. La renda per capita de la població era de 16.363 $. Cap de les famílies i el 8,8% de la població estaven per davall del llindar de pobresa.

## Poblacions més properes
El següent diagrama mostra les poblacions més properes.